# Momonus
Momonus är ett släkte av skalbaggar. Momonus ingår i familjen vivlar.
Kladogram enligt Catalogue of Life:
| Momonus | \| \| Momonus scutellaris \| \| \| \| |
|         | \| \| Momonus scutellaris \| \| \| \| |
|         | Momonus scutellaris                   |
|         |                                       |